# Stingers
Stingers es un drama policiaco australiano transmitida del 29 de septiembre de 1998 hasta el 14 de diciembre del 2004 medio de la cadena Nine Network.
La serie contó con actores invitados como Asher Keddie, John Noble, Chris Vance, Grant Bowler, Robert Mammone, Vince Colosimo, Kat Stewart, Sullivan Stapleton, Lachy Hulme, Peter Hardy, Jason Clarke, Chris Haywood, Stefan Dennis, Andy Anderson, Steve Bastoni, John Batchelor, Rhys Muldoon, Jeremy Lindsay Taylor, Simon Lyndon, Rodger Corser, Richard Cawthorne, Nadine Garner, John Howard, Tottie Goldsmith, Fletcher Humphrys, Brett Climo, Jessica Napier, Doris Younane, Lani Tupu, Angie Milliken, entre otros...

## Historia
Las series mostraba una crónica de los casos de una unidad encubierto de la policía de Victoria, también seguía las vidas personales de los oficiales que a veces se entrelazaban con su trabajo.

## Personajes
| Actor              | Personaje          | Trabajo             | N.º de Episodios | Temporada   |
| ------------------ | ------------------ | ------------------- | ---------------- | ----------- |
| Peter Phelps       | Peter Church       | Oficial Mayor       | 192              | 1998 - 2004 |
| Kate Kendall       | Angie Piper        | Detective Oficial   | 192              | 1998 - 2004 |
| Gary Sweet         | Luke Harris        | Detective Inspector | 83               | 2000 - 2004 |
| Jacinta Stapleton  | Christina Dicheria | Oficial de Policía  | 82               | 2001 - 2004 |
| Daniel Frederiksen | Leo Flynn          | Detective Mayor     | 58               | 2003 - 2004 |

### Personajes Recurrentes
| Actor             | Personaje                | Empleo                                                           | Episodios | Duración    | Causa                         |
| ----------------- | ------------------------ | ---------------------------------------------------------------- | --------- | ----------- | ----------------------------- |
| Katrina Milosevic | Sophie Novak             | Recepcionista                                                    | 68        | 2003 - 2004 | -                             |
| Jeremy Kewley     | Bryan Gray               | Detective Sargento Mayor & Jefe de Investigaciones Especiales    | 49        | 2000 - 2004 | -                             |
| Richard Morgan    | Reg "The Ferret" Masters | Detective Sargento Mayor del Escuadrón Antidrogas & Jefe de Robo | 38        | 1999 - 2004 | -                             |
| John Ridley       | Eric Chatterly           | Detective Sargento Mayor & Detective Mayor de Homicidios         | 24        | 2001 - 2004 | -                             |
| Gigi Edgley       | Katherine Marks          | Detective                                                        | 9         | 2004        | -                             |
| Lisa Chappell     | Megan Walsh              | Oficial de la Policía                                            | 8         | 2004        | arrestada por corrupción      |
| Chris Vance       | Sean Hunter              | Psiquiatra                                                       | 6         | 2004        | arrestado por violar a Sophie |

### Antiguos Personajes Principales
| Actor         | Personaje             | Empleo                   | Episodios | Duración    | Estado | Causa                                                         |
| ------------- | --------------------- | ------------------------ | --------- | ----------- | ------ | ------------------------------------------------------------- |
| Ian Stenlake  | Oscar Stone           | Oficial de Policía       | 110       | 1998 - 2002 | Muerto | asesinado de un disparo por Conrad al proteger a Peter Church |
| Anita Hegh    | Ellen "Mac" Mackenzie | Detective Sargento Mayor | 110       | 1998 - 2002 | Viva   | huyó con un criminal de joyas                                 |
| Roxane Wilson | Daniella "Danni" Mayo | Oficial de la Policía    | 69        | 2000 - 2002 | Viva   | renunció luego de tener problemas con Luke Harris             |
| Joe Petruzzi  | Bernie Rocca          | Detective Sargento Mayor | 46        | 1998 - 1999 | Vivo   | renunció luego de recibir un disparo                          |

### Antiguos Personajes Recurrentes
| Actor          | Personaje             | Empleo                                        | Episodios | Duración    | Estado | Causa                                      |
| -------------- | --------------------- | --------------------------------------------- | --------- | ----------- | ------ | ------------------------------------------ |
| Nicholas Bell  | Bill Hollister        | Detective Sargento Mayor & Jefe de Homicidios | 27        | 1998 - 2001 | Muerto | murió luego de que un coche explotara      |
| Rebecca Gibney | Ingrid Burton         | Abogada Criminalística                        | 13        | 2003 - 2003 | Viva   | se fue luego de ser secuestrada por Conrad |
| Tim Robertson  | Stig Enquist          | -                                             | 10        | 2001 - 2003 | -      | -                                          |
| Martin Jacobs  | Harry Love            | Detective Inspector & exjefe de Homicidios    | 7         | 2002        | -      | -                                          |
| David Swann    | Frank Callahan        | Detective Inspector & exjefe de Homicidios    | 6         | 2002        | -      | -                                          |
| Dion Mills     | Kieran Frances Conrad | Criminal                                      | 5         | 2002 - 2003 | Muerto | asesinado por Stig Enquist                 |

## Miembros del Elenco Fallecidos
El actor Richard Morgan quien interpretó al detective sargento Reg Masters de 1999 hasta el 2004 murió debido a una enfermedad neuronal motora el 23 de diciembre del 2006. 

## Premios y nominaciones
| Año  | Categoría                                                                     | Premio             | Nominado (a)                                 | Resultado |
| ---- | ----------------------------------------------------------------------------- | ------------------ | -------------------------------------------- | --------- |
| 2005 | Most Outstanding Drama Series                                                 | Silver Logie Award | Stingers                                     | Nominado  |
| 2004 | Best Television Drama Series                                                  | AFI Award          | Roger Le Mesurier, Roger Simpson & John Wild | Ganaron   |
| 2004 | Best Actress in a Supporting or Guest Role in a Television Drama or Comedy    | AFI Award          | Jacinta Stapleton                            | Nominada  |
| 2004 | Best Direction in Television                                                  | AFI Award          | Grant Bowler                                 | Nominado  |
| 2004 | Best Screenplay in Television                                                 | AFI Award          | Matt Ford                                    | Nominado  |
| 2004 | Most Outstanding Actor in a Drama Series                                      | Silver Logie Award | Gary Sweet                                   | Nominado  |
| 2004 | Most Outstanding Actress in a Drama Series                                    | Silver Logie Award | Kate Kendall                                 | Nominada  |
| 2004 | Most Popular New Female Talent                                                | Logie Award        | Katrina Milosevic                            | Nominada  |
| 2003 | Most Outstanding Actor in a Drama Series                                      | Silver Logie Award | Gary Sweet                                   | Nominada  |
| 2002 | Most Popular Actor                                                            | Silver Logie Award | Peter Phelps                                 | Ganó      |
| 2001 | Most Outstanding Drama Series                                                 | Logie Award        | Stingers                                     | Nominado  |
| 2000 | Best Television-Series (empatado con Kylie Needham)                           | AWGIE Award        | Adam Todd                                    | Ganó      |
| 2003 | Best Television Drama Series                                                  | AFI Award          | John Wild, Roger Le Mesurier & Roger Simpson | Nominados |
| 2001 | Best Actor in a Guest Role in a Television Drama Series                       | AFI Award          | Travis McMahon                               | Nominado  |
| 2001 | Best Actress in a Guest Role in a Television Drama Series                     | AFI Award          | Rhondda Findleton                            | Nominada  |
| 2000 | Best Performance by an Actor in a Guest Role in a Television Drama Series     | AFI Award          | Chris Haywood                                | Ganó      |
| 2000 | Best Performance by an Actor in a Guest Role in a Television Drama Series     | AFI Award          | Aaron Blabey                                 | Nominado  |
| 2000 | Best Performance by an Actor in a Guest Role in a Television Drama Series     | AFI Award          | Daniel Daperis                               | Nominado  |
| 2000 | Best Performance by an Actress in a Leading Role in a Television Drama Series | AFI Award          | Anita Hegh                                   | Nominada  |
| 2000 | Best Television-Series                                                        | AWGIE Award        | Sally Webb                                   | Ganó      |

## Producción
Durante el estreno de la primera temporada la serie obtuvo calificaciones promedio, sin embargo después de que la producción decidiera hacer algunos cambios la serie se convirtió en una de las más exitosas el año siguiente. 
La serie estuvo conformada por ocho temporadas transmitidas por la cadena Nine Network antes de que fuera cancelada a finales del 2004 debido al bajo rating.

### Emisión en otros países
Además de transmitirse en Australia, la serie se transmitió en 65 países, entre ellos:
| País          | Cadenas/Canal               |
| ------------- | --------------------------- |
| Bélgica       | -                           |
| Canadá        | -                           |
| Dinamarca     | -                           |
| Egipto        | -                           |
| España        | AXN Popular TV CLM Canal 10 |
| Francia       | -                           |
| Holanda       | -                           |
| Irán          | -                           |
| Irlanda       | -                           |
| Luxemburgo    | -                           |
| Noruega       | -                           |
| Nueva Zelanda | -                           |
| Polonia       | -                           |
| Portugal      | -                           |
| Reino Unido   | -                           |
| Sudáfrica     | -                           |
| Suecia        | -                           |
| Turquía       | -                           |